# Dorsifulcrum rotundum
Dorsifulcrum rotundum är en fjärilsart som beskrevs av Claude Herbulot 1979. Dorsifulcrum rotundum ingår i släktet Dorsifulcrum och familjen mätare. Inga underarter finns listade i Catalogue of Life.